# Kerstin Radtke Buchfelner

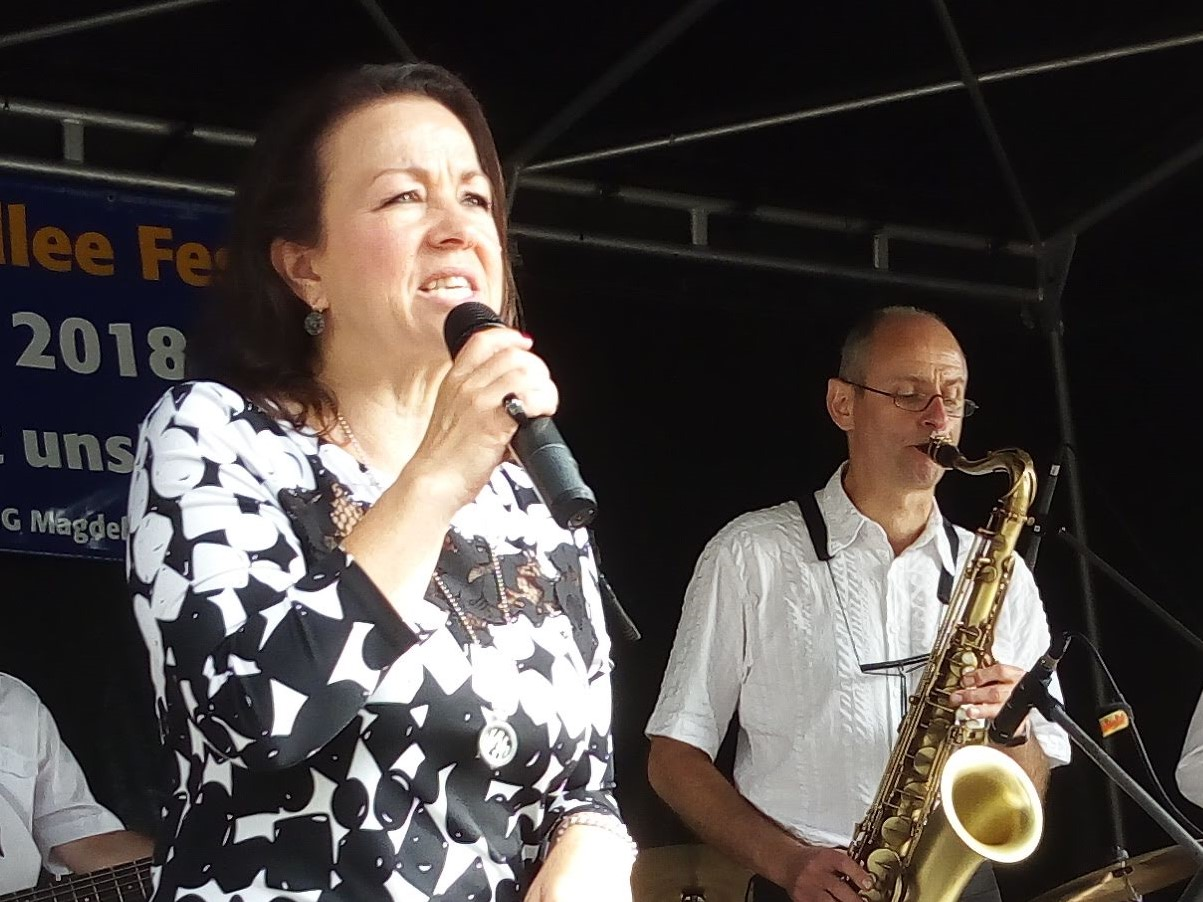
Kerstin Radtke mit Bernhard Wundrak beim 25. Magdeburger-Allee-Fest in Erfurt (2018)

Kerstin Radtke Buchfelner (* 13. April 1965 in Erfurt), auch bekannt unter dem Namen Kerstin Radtke, ist eine deutsche Jazz- und Popsängerin.

## Leben
Nach dem Abitur studierte sie Gesang an der Hochschule für Musik Franz Liszt Weimar. 1982 gründete sie zusammen mit Jens Hellmann (Bassgitarre), Thomas Feiler (Gitarre), Karl-Heinz Schüller (Keyboard) und Gerrit Penssler (Schlagzeug) die Gruppe Prinzz. Die Musik war von der „Neuen Deutsche Welle“ beeinflusst. Es folgten Rundfunkproduktionen, die sich in den Hitparaden der DDR im vorderen Bereich platzieren konnten. Die Prinzzen arbeiteten auch als Begleitband von Heinz-Jürgen Gottschalk bis zu seiner Ausreise 1985. Ca. 1987 nannte sich die Gruppe in Blitzz um und veränderten ihren musikalischen Stil in die Richtung des Heavy Metal.
Seit 1996 ist sie Sängerin in der Weimarer Band Rest of Best, die sowohl als Tanz- und Showband als auch durch Bühnenkonzerte auf Festivals bekanntgeworden ist. Eine Besonderheit der Band sind ihre vierstimmigen A-Cappella-Bearbeitungen bekannter Rock- und Popsongs. Die Gruppe spielte in vielen Ländern Europas, den USA, China, Japan, so bei den Olympischen Spielen in Nagano, Salt Lake City, Turin und Peking, machte Fernsehproduktionen beim ZDF, RTL, SAT1, MDR, SFB, ORB, SWR, 3sat, Deutsche Welle und SDR und hatte Auftritte bei Konzerten mit den Rattles, Rubettes, Jennifer Rush, Weather Girls, Middle Of The Road, Dave Dee, Dozy, Beaky, Mick & Tich, Boney M, Die Fantastischen Vier, Touché, La Bouche, Ted Herold, The Tremeloes, Chris Andrews, The Lords, Karat und Veronika Fischer.
Kerstin Buchfelner singt zudem regelmäßig seit 1997 in der Soul- und Jazz-Band Holger-Arndt-Connexion und seit 2008 mit der Nerly Big Band.
Mit ihrem Sohn lebt sie in Erfurt und unterrichtet Gesang privat und an der dortigen MusicArtSchool. Zu ihren Schülerinnen gehörte Yvonne Catterfeld.

## Aufnahmen
- Ich steh' auf DT 64, auf LP Auf dem Wege, Amiga 1983
- Alle woll’n nur seine wunderschöne Freundin kennenlernen, Du machst mich an Amiga, auf LP Kleeblatt Nr. 11, Amiga 1984
- Liebe im Fahrstuhl, auf LP Atemlos - disco non stop, Amiga 1984,
- Do the blitzz (CD), Blitzz, SPV 1990
- A Capella - unplugged (CD), Rest of Best, Weimar 1997

## Auszeichnungen
- 1984: 1. Platz Goldener Rathausmann Dresden mit der Gruppe Prinzz